# شارمن
شارمن (بالإنجليزية: Charmaine)‏ هي كاتبة غنائية ومغنية أمريكية، ولدت في 17 يونيو 1984 في ويست كوفينا في الولايات المتحدة.